# Medición del arco terrestre

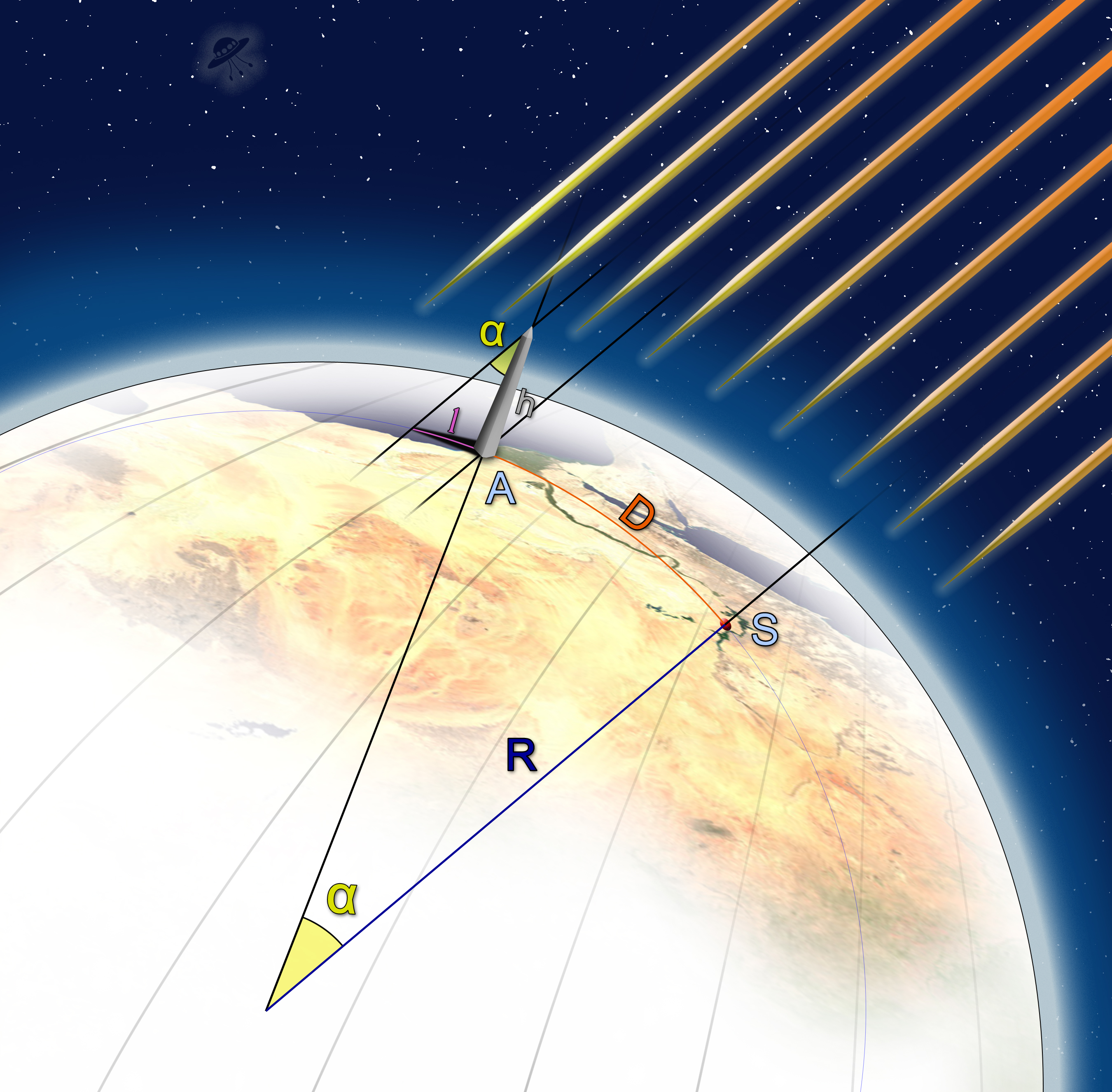
Método empleado por Eratóstenes para realizar la medición del arco de un meridiano terrestre

La medición del arco terrestre, también denominada medición del grado (en alemán: Gradmessung), es la técnica astrogeodésica utilizada para determinar el radio terrestre (más específicamente, el radio local de la forma de la Tierra) relacionando la diferencia de latitud (a veces también la diferencia de longitud) y la distancia geográfica (longitud de arco) medida entre dos ubicaciones dadas en la superficie de la Tierra. La variante más común involucra solo determinar la diferencia de latitud y de la distancia entre dos puntos de un arco de meridiano, y se denomina medición de un arco meridiano. Otras variantes pueden considerar solo la longitud geográfica (dando la medición de un arco de paralelo), o las dos coordenadas geográficas a la vez (medición de un arco oblicuo).
Las campañas de medición del arco meridiano en Europa fueron las precursoras de la Asociación Internacional de Geodesia (IAG).

## Historia
La primera medición de arco conocida fue realizada por Eratóstenes (240 a. C.) entre Alejandría y Siena (actual Asuán), en lo que hoy es Egipto, y determinó el radio de la Tierra con una precisión notable.
A principios del siglo VIII, el astrónomo chino Yi Xing realizó un estudio similar.
El médico francés Jean Fernel midió un arco de meridiano en 1528. El geodesista holandés Snellius (~1620) repitió el experimento entre Alkmaar y Bergen op Zoom, utilizando instrumentación geodésica más moderna (Willebrord Snel van Royen).
Las mediciones de arco posteriores apuntaron a determinar el achatamiento del elipsoide terrestre, midiendo el arco en diferentes latitudes. La primera de ellas fue la Misión geodésica francesa, encargada por la Academia de Ciencias de Francia en 1735-1738, que incluyó las expediciones de medición a Laponia (dirigida por Maupertuis) y a Perú (dirigida por Bouguer).
Struve midió una red de control geodésico mediante una triangulación entre el océano Ártico y el mar Negro, el Arco Geodésico de Struve.
Por su parte, Bessel compiló los resultados obtenidos en las mediciones de varios arcos de meridiano, de las que se valió para calcular el famoso elipsoide de Bessel (1841).
Actualmente, este método ha sido reemplazado por las redes geodésicas mundiales y por la geodesia satelital.

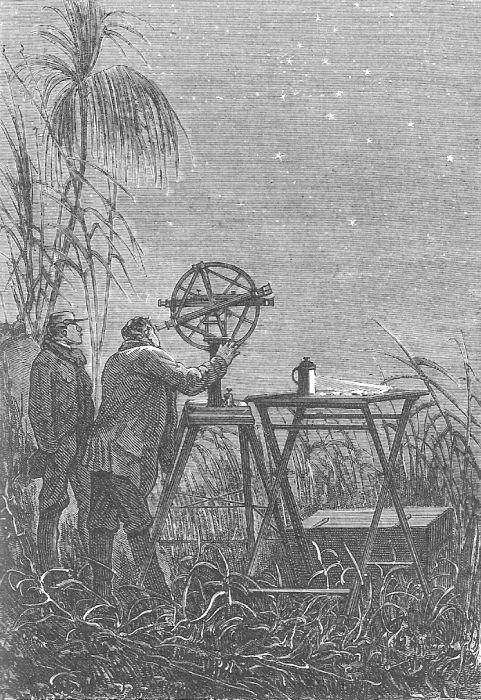
Medición de un arco de meridiano en la ficción descrita por Julio Verne en su libro Aventuras de tres rusos y tres ingleses en el África austral (1872)

### Otras mediciones
- Medición del arco de Al-Mamún
- Medición del arco de Posidonio
- Expedición sueco-rusa del arco meridiano
- Medición del arco de Picard
- Medición del arco Dunkerque-Collioure (Cassini, Cassini y de La Hire)
- Medición del arco Dunkerque-Collioure (Cassini de Thury y de Lacaille)
- Medición del arco de meridiano de Delambre y Méchain
- Arco meridiano Europa occidental-África
- Medición del arco de Lacaille
- Medición del arco de Fernel
- Medición del arco de Norwood
- Medición del arco de Bošković
- Medición del arco de Maclear
- Medición del arco de Hopfner
- Medición del arco de Struve

## Determinación
Supóngase que las latitudes de dos puntos dados, {\displaystyle \phi _{s}} (punto de apoyo) y {\displaystyle \phi _{f}} (punto de frente), son calculadas con gran precisión mediante métodos astrogeodésicos, observando el cenit de un número suficiente de estrellas (método de la altitud meridiana). El radio terrestre empírico en el punto medio del arco meridiano se puede determinar entonces como:
{\displaystyle R={\frac {{\mathit {\Delta }}'}{\vert \phi _{s}-\phi _{f}\vert }}}
donde {\displaystyle {\mathit {\Delta }}'} es la longitud de arco al nivel del mar.
Históricamente, la distancia entre dos lugares se ha determinado con baja precisión mediante sucesivas medidas con cintas métricas de longitud conocida o mediante odometría. Un método más preciso es realizar estudios topográficos de alta precisión midiendo una línea base y estableciendo una red de triangulación que conecte los dos puntos cuya distancia se desea conocer. El arco de meridiano {\displaystyle {\mathit {\Delta }}} desde un punto de partida hasta un nuevo punto en el mismo meridiano se calcula entonces mediante trigonometría. La distancia sobre la superficie terrestre {\displaystyle {\mathit {\Delta }}} se reduce a la distancia correspondiente a la cota del nivel del mar, {\displaystyle {\mathit {\Delta }}'} (véase: distancia geográfica).
Dos mediciones de arco en diferentes bandas de latitud sirven para determinar el aplanamiento de la Tierra.